# Finestre della ROSTA

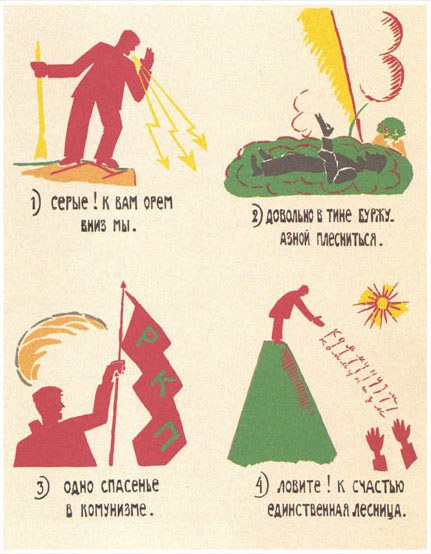
Finestra della ROSTA realizzata da Vladimir Vladimirovič Majakovskij

Le finestre della ROSTA (in russo Окна РОСТА?, Okna ROSTA) erano una serie di manifesti propagandistici prodotti dall'Agenzia telegrafica russa (ROSTA) tra il 1919 e il 1921, durante la guerra civile russa, periodo del quale svolsero la funzione di cronaca. Uno dei maggiori artisti che presero parte a questa attività fu Vladimir Vladimirovič Majakovskij, autore sia della parte grafica sia di quella testuale.
Questi manifesti erano realizzati a mano utilizzando stencil (fino a 200-300 copie) e venivano affissi alle vetrine dei negozi situati in luoghi affollati (da qui il loro nome "finestre"). Si servivano del linguaggio sincretico del lubok, dal quale ereditarono la colorazione a tinte vivaci (2 o 3 colori al massimo), la semplicità del disegno e il linguaggio semplice, accessibile a tutti e immediato. Il loro obiettivo era quello di unire il fine informativo dei quotidiani e dei bollettini con l'enfasi estetizzante delle riviste. Durante la guerra civile russa la ROSTA produsse oltre 2 milioni di manifesti.

## Storia
La prima finestra della ROSTA apparve a Mosca nel 1919 su iniziativa di Michail Michajlovič Čeremnych e di Nikolaj Konstantinovič Ivanov-Gramen, ai quali in seguito si unirono Vladimir Vladimirovič Majakovskij, Sergej Vasilievič Maljutin e Dmitrij Moor.
I primi manifesti non erano altro che pagine ingrandite di opere satiriche e di altro genere. Un ruolo centrale lo ebbe Majakovskij, che fu autore sia dei testi sia della grafica e che ideò una nuova versione di questi manifesti, subordinando la composizione a un tema e a una propaganda specifica. Lo stile di questi poster era telegrafico, chiaro, conciso e laconico. La colorazione si basava su 2-3 colori e venivano impiegati simboli della tradizione russa usati anche nei lubok e nell'arte di avanguardia.
Le finestre della ROSTA vennero pubblicate in tutte le città in cui l'agenzia aveva una filiale. A Leningrado gli artisti più coinvolti in questa attività furono Vladimir Vasil'evič Lebedev, Lev Grigor'evič Brodaty, Aleksej Aleksandrovič Radakov e Vladimir Ivanovič Kozlinskij, a Kostroma invece c'era Nikolaj Nikolaevič Kuprejanov, a Samara vi era Samuil Jakovlevič Adlivankin, a Kursk vi era Aleksandr Aleksandrovič Dejneka e a Odessa Boris Efimov.
Una volta che la ROSTA cessò di esistere, le finestre continuarono a essere stampate dalla neonata TASS.